# Live at the Marquee
Live at the Marquee es el primer álbum en vivo de la banda norteamericana de metal progresivo Dream Theater, grabado en el Marquee Club en Londres, el 23 de abril de 1993 , y lanzado ese mismo año. La mayor parte del repertorio proviene de sus álbumes en estudio hasta ese momento, When Dream and Day Unite e Images and Words. Contiene el tema Bombay Vindaloo, tema instrumental en vivo basado en una improvisación hecha por la banda.

## Listado de pistas
1. "Metropolis Pt. 1: The Miracle and the Sleeper" (9:36)
2. "A Fortune In Lies" (5:10)
3. "Bombay Vindaloo" (6:48) (Instrumental)
4. "Surrounded" (6:00) [lanzamiento en Europa] / "Another Day" (4:37) [lanzamiento en Japón]
5. "Another Hand / The Killing Hand" (10:30)
6. "Pull Me Under" (8:42)

## Intérpretes
- James LaBrie	– Voz
- John Myung	– Bajo
- John Petrucci	– Guitarras
- Mike Portnoy	– Batería
- Kevin Moore	– Teclados

## Trivia
- Bombay Vindaloo quiere decir "Vindaloo de Bombay". Un vindaloo es una comida típica de la India, y Bombay (También conocida como Mumbai), es la capital de la India.

- Datos: Q843203